# Piccolo (voilier)
Pour les articles homonymes, voir Piccolo.
Le Piccolo est une classe voilier de croisière côtière dessiné par Jean-Pierre Villenave en 1984. Il fait partie de la catégorie des voiliers à bouchains vifs, construits en contreplaqué marine.

## Description et types
Ce voilier fait partie d'une famille de voiliers à bouchains vifs dessinés par l'architecte naval Jean-Pierre Villenave. Elle a été pensée dès l'origine pour la construction amateur avec le souci de faciliter au maximum la construction sans avoir recours à du matériel onéreux. Il se distingue plusieurs versions classés par taille croissante :
- Primo 5,47 m ;
- Piccolo 6,49 m ;
- Pizzicato 7,30 m ;
- Dingo 7,87 m ;
- Corto 8,99 m ;
- Jojo 9,19 m ;
- Navajo 10,15 m ;
- Venaco 10,60 m ;
- Scherzo 11,80 m.